# Ragnar Hult (konstnär)
Otto Ragnar Hult, född 26 maj 1916 i Åmål, död där 3 oktober 1986, var en svensk målare och tecknare. 
Hult var son till målaren Axel Hult och Valborg Eriksson och från 1944 gift med Sigrid Wikström. Som konstnär var han autodidakt och bedrev studier under resor till Norge, Danmark, Frankrike och Italien. Separat ställde han ut på bland annat Modern konst i hemmiljö och tillsammans med Ingeborg Hall-Setterberg på Olsens konstsalong i Göteborg. Han medverkade i ett stort antal samlingsutställningar på ett flertal platser i landet. Hans konst består av stilleben, figurer, porträtt och landskap i olja eller akvarell. Hult är representerad vid Moderna museet, Vänersborgs museum och Göteborgs konstmuseum.